# Odontobracon armatus
Odontobracon armatus är en stekelart som först beskrevs av Cresson 1865.  Odontobracon armatus ingår i släktet Odontobracon och familjen bracksteklar. Inga underarter finns listade i Catalogue of Life.